# Arzest
K.K. Arzest (jap. 株式会社アーゼスト, Kabushiki kaisha Āzesuto, engl. Arzest Corp.) ist ein japanischer Spieleentwickler, der Videospiele für Spielkonsolen entwickelt. Das Unternehmen wurde am 25. Juni 2010 von Mitarbeitern des ehemaligen Spieleentwicklers Artoon, darunter Naoto Ōshima, bekannt als Charakterdesigner von Sonic und seinem Gegenspieler Dr. Eggman, gegründet. Arzest wurde außerdem von Sega-Mitgliedern, die an der Panzer-Dragoon-Videospiel-Serie arbeiteten, mitgegründet.

## Karriere
Arzest wirkte an der Entwicklung verschiedener von Nintendo veröffentlichter Minispiele für die Wii mit, etwa in Wii Play: Motion. Den Credits zufolge schlossen sich viele Mitarbeiter des ehemaligen Spieleentwicklers Artoon der Firma an. Im Anschluss arbeitete Arzest an neuen Funktionen für diverse vorinstallierte Nintendo 3DS-Apps, darunter StreetPass Mii Plaza, SpotPass und Puzzle Swap. Arzest war an der 3D-Charaktermodellierung des Videospiels Time Travelers für 3DS, PlayStation Portable und PlayStation Vita beteiligt und unterstützte damit den Hauptentwickler Level-5.
Nintendo engagierte Arzest als Entwickler für das Nintendo-3DS-Spiel Yoshi’s New Island, das am 14. März 2014 in Nordamerika und in Europa erschienen ist, sowie für Hey! Pikmin, das im Juli 2017 ebenfalls für Nintendo 3DS veröffentlicht wurde. Zudem entwickelte Arzest die 3DS-Version von Mario & Sonic bei den Olympischen Spielen Rio 2016.

## Spiele
- 2011: Wii Play: Motion (Wii)
- 2011: StreetPass Mii Plaza (Nintendo 3DS) – Zusätze
- 2012: Time Travelers (3DS, PSP, Vita) – 3D-Modellierung
- 2014: Yoshi’s New Island (Nintendo 3DS)
- 2016: Mario & Sonic bei den Olympischen Spielen Rio 2016 (nur 3DS-Version)
- 2017: Poochy & Yoshi's Woolly World (Nintendo 3DS)
- 2017: Hey! Pikmin (Nintendo 3DS)
- 2021: Balan Wonderworld (verschiedene Plattformen, in Kooperation mit Square Enix)
- 2021: Fantasian (iOS)